# Claudine Vita
Claudine Vita (née le 19 septembre 1996 à Francfort-sur-l'Oder) est une athlète allemande d'origine angolaise, spécialiste du lancer du poids et du disque.

## Biographie
Deuxième des championnats du monde cadets 2013 et cinquième des championnats du monde juniors 2014, Claudine Vita remporte deux médailles lors des championnats d'Europe juniors 2015, l'or au lancer du disque, et l'argent au lancer du poids. 
En début de saison 2017, elle se classe cinquième du poids lors des championnats d'Europe en salle de Belgrade, et remporte par ailleurs le concours du disque de la coupe d'Europe des lancers dans la catégorie espoir. Le 27 mai 2017, elle porte son record personnel au disque à 64,45 m à Neubrandenburg. En juillet, elle remporte le titre du disque aux championnats d'Europe espoirs avec la marque de 61,79 m.
Elle se classe 9e des championnats du monde 2019 à Doha.
Elle est entraînée par la grande Franka Dietzsch, triple championne du monde en 1999, 2005 et 2007.

## Palmarès
| Date | Compétition                        | Lieu             | Résultat | Épreuve | Temps   |
| ---- | ---------------------------------- | ---------------- | -------- | ------- | ------- |
| 2013 | Championnats du monde cadets       | Donetsk          | 2e       | Disque  | 52,59 m |
| 2014 | Championnats du monde juniors      | Eugene           | 5e       | Disque  | 55,58 m |
| 2015 | Championnats d'Europe juniors      | Eskilstuna       | 2e       | Poids   | 17,13 m |
| 2015 | Championnats d'Europe juniors      | Eskilstuna       | 1re      | Disque  | 57,47 m |
| 2017 | Championnats d'Europe en salle     | Belgrade         | 5e       | Poids   | 18,09 m |
| 2017 | Coupe d'Europe des lancers espoirs | Las Palmas       | 1re      | Disque  | 58,76 m |
| 2017 | Championnats d'Europe espoirs      | Bydgoszcz        | 1re      | Disque  | 61,79 m |
| 2018 | Coupe du monde                     | Londres          | 1re      | Disque  | 62,82 m |
| 2018 | Championnats d'Europe              | Berlin           | 4e       | Disque  | 61,25 m |
| 2018 | Ligue de diamant                   | Ligue de diamant | 4e       | Disque  | 61,33 m |
| 2019 | Universiade                        | Naples           | 2e       | Disque  | 61,35 m |
| 2019 | Championnats d'Europe par équipes  | Bydgoszcz        | 1re      | Disque  | 61,09 m |
| 2019 | Ligue de diamant                   | Ligue de diamant | 5e       | Disque  | 62,15 m |
| 2019 | Championnats du monde              | Doha             | 9e       | Disque  | 60,77 m |
| 2022 | Championnats du monde              | Eugene           | 5e       | Disque  | 64,24 m |
| 2022 | Championnats d'Europe              | Munich           | 3e       | Disque  | 65,20 m |
| 2023 | Championnats du monde              | Budapest         | 10e      | Disque  | 63,19 m |
| 2024 | Jeux olympiques                    | Paris            | 6e       | Disque  | 63,62 m |

## Records
| Épreuve          | Marque  | Lieu           | Date           |
| ---------------- | ------- | -------------- | -------------- |
| Lancer du poids  | 17,90 m | Neubrandenburg | 6 juillet 2016 |
| Lancer du disque | 66,64 m | Neubrandenburg | 1er mai 2019   |